# Sam Gallagher
Pour les articles homonymes, voir Gallagher.
Samuel James « Sam » Gallagher, né le 15 septembre 1995 à Crediton, est un footballeur anglais qui évolue au poste d'attaquant à Stoke City.

## Biographie
Le 6 novembre 2013, Sam Gallagher dispute son premier match au niveau professionnel en Coupe de la Ligue anglaise face à Sunderland (défaite 2-1).
Il fait ses débuts en Premier League le 14 décembre 2013 contre Newcastle United. Le 25 janvier 2014, il marque son premier but en professionnel lors d'une rencontre de Coupe d'Angleterre face à Yeovil Town (2-0).
Le 29 juillet 2015, il est prêté pour une saison à Milton Keynes Dons mais il revient à Southampton début janvier 2016 après avoir pris part à quinze rencontres avec le club de Championship.
Le 11 août 2016, Gallagher est prêté pour une saison aux Blackburn Rovers.
Le 21 août 2017, il est de nouveau prêté pour une saison, cette fois à Birmingham City. Il inscrit sept buts en trente-quatre matchs avec Birmingham avant de retourner à Southampton à l'issue de la saison.
Le 14 juillet 2019, Gallagher s'engage pour quatre saisons avec les Blackburn Rovers, qui évoluent en Championship.